# Classe Yuan Wang
La classe Yuan Wang (chinois simplifié : 远望 signifiant « Longue Vue ») est le nom générique donné à une série de bâtiments d'observation spatiale (Sigle OTAN : ASVS) de classe différente lancée depuis 1977 et utilisée pour le support de satellites du programme spatial chinois et de missiles balistiques intercontinentaux par la Marine de l’Armée populaire de libération (MAPL) de la république populaire de Chine.

## Histoire
Cette classe a été initialement proposée en 1965 par le Premier ministre Zhou Enlai. Cette idée fut approuvée en personne par Mao Zedong en 1968. Les deux premiers navires de la classe, Yuanwang 1 et Yuanwang 2 ont été construits au chantier naval de Jiangnan à Shanghai et mis à l'eau respectivement le 31 août 1977 et le 1er septembre 1978. Le concepteur général de cette classe est l'ingénieur naval Xu Xueyan (许学彦, 1924 - ). Cette mise en service donna à la Chine la capacité de suivre des satellites et des lancements sur toute la surface du globe. La première mission de surveillance des deux navires a lieu en mai 1980. Après avoir été utilisés pour le suivi des lancements de satellites de communication développés localement, Yuanwang 1 et Yuanwang 2 subirent des révisions pour pouvoir assurer le suivi des lancements de satellites internationaux.
Une nouvelle génération de deux navires supplémentaires a été commandée, le Yuanwang 3, lancé le 28 mai 1995 et disposant de quatre radars de trajectographie dont un sous radôme à l'arrière et le Yuanwang 4, qui est une reconversion de l'ancien navire de surveillance Xiangyanghong 10 lancé en octobre 1979 disposant de deux radars de trajectographie, un sur la plage avant et l'autre sur le hangar hélicoptère.
Afin d'assurer le support des nouvelles missions habitées du programme Shenzhou, la Marine chinoise lance en 2006 les deux nouveaux navires de la classe : le Yuanwang 5 et le Yuanwang 6 mis en service respectivement le 29 septembre 2007 et le 12 avril 2008. Yuan Wang 5 possède un déplacement de 25 000 tonnes et est équipé d'un ensemble de conduite de mission spatiale et de systèmes de communication, comprenant un système de suivi et de contrôle à bande S et à bande C, et un radar à impulsions à bande C. Ils disposent de quatre radars de trajectographie dont un sous radôme à l'arrière. Les conditions de vie de l'équipage ont été significativement améliorées.
Selon les médias chinois, le Yuanwang 6 diffère de son sister-ship par sa grande salle de contrôle de mission qui occupe deux ponts au lieu d'un seul.
Deux navires de transport d’un déplacement pleine charge de 9 080 tonnes chacun, Yuan Wang-22 et Yuan Wang-23, ont été construits pour le transport du lanceur Longue Marche 5.

## Liste de la flotte
Les sept navires de cette classe ont été construits au chantier naval de Jiangnan de Shanghai.
- Yuanwang 1 - 1977 - retiré du service et reconverti en navire musée
- Yuanwang 2 - 1978 - retiré du service le 28 avril 2018, ne naviguait plus les dernières années de carrière mais continue à servir comme station de contrôle flottant à quai.
- Yuanwang 3 - 1995 - en service
- Yuanwang 4 - 1998 - 2010, coulé lors de l'essai du missile balistique anti-navire DF-21D.
- Yuanwang 5 - 2007 - en service
- Yuanwang 6 - 2008 - en service
- Yuanwang 7 - début de construction en 2015, en service depuis 2018

Depuis sa mise en place, la flotte de surveillance Yuanwang a navigué[Quand ?] dans les 3 principaux océans à 44 reprises, couvrant plus de 800 000 nautiques et a participé à plus 50 missions de surveillance avec un taux de succès de 100 %.

## Spécifications techniques
|                                 | Yuanwang 1                 | Yuanwang 2                 | Yuanwang 3              | Yuanwang 4              | Yuanwang 5 | Yuanwang 6 |
| ------------------------------- | -------------------------- | -------------------------- | ----------------------- | ----------------------- | ---------- | ---------- |
| Année de lancement              | 1977                       | 1978                       | 1994                    | 1979                    | 2006       | 2006       |
| Année de mise en service        | 1979                       |                            | 1995                    | 1998                    | 2007       | 2008       |
| Longueur (m)                    | 190                        | 190                        | 180                     | 156,2                   | 222,2      | 222,2      |
| Largeur (m)                     | 22,6                       | 22,6                       | 22,2                    | 20,6                    | 25,2       | 25,2       |
| Tirant d'eau (m)                | 9                          | 9                          | 8                       | 7,75                    |            |            |
| Déplacement à pleine charge (t) | 21 000                     | 21 000                     | 16 792                  | 13 000                  | 25 000     | 25 000     |
| Propulsion                      | Turbine à vapeur 16 000 ch | Turbine à vapeur 16 000 ch | Moteur Diesel 18 000 ch | Moteur Diesel 18 000 ch |            |            |
| Vitesse (nœuds)                 | 18                         | 18                         | 18~20                   | 20                      |            |            |
| Plateforme hélicoptère (nombre) | Oui (1)                    | Oui (1)                    | Oui (1)                 | Oui (1)                 | Oui (1)    | Oui (1)    |

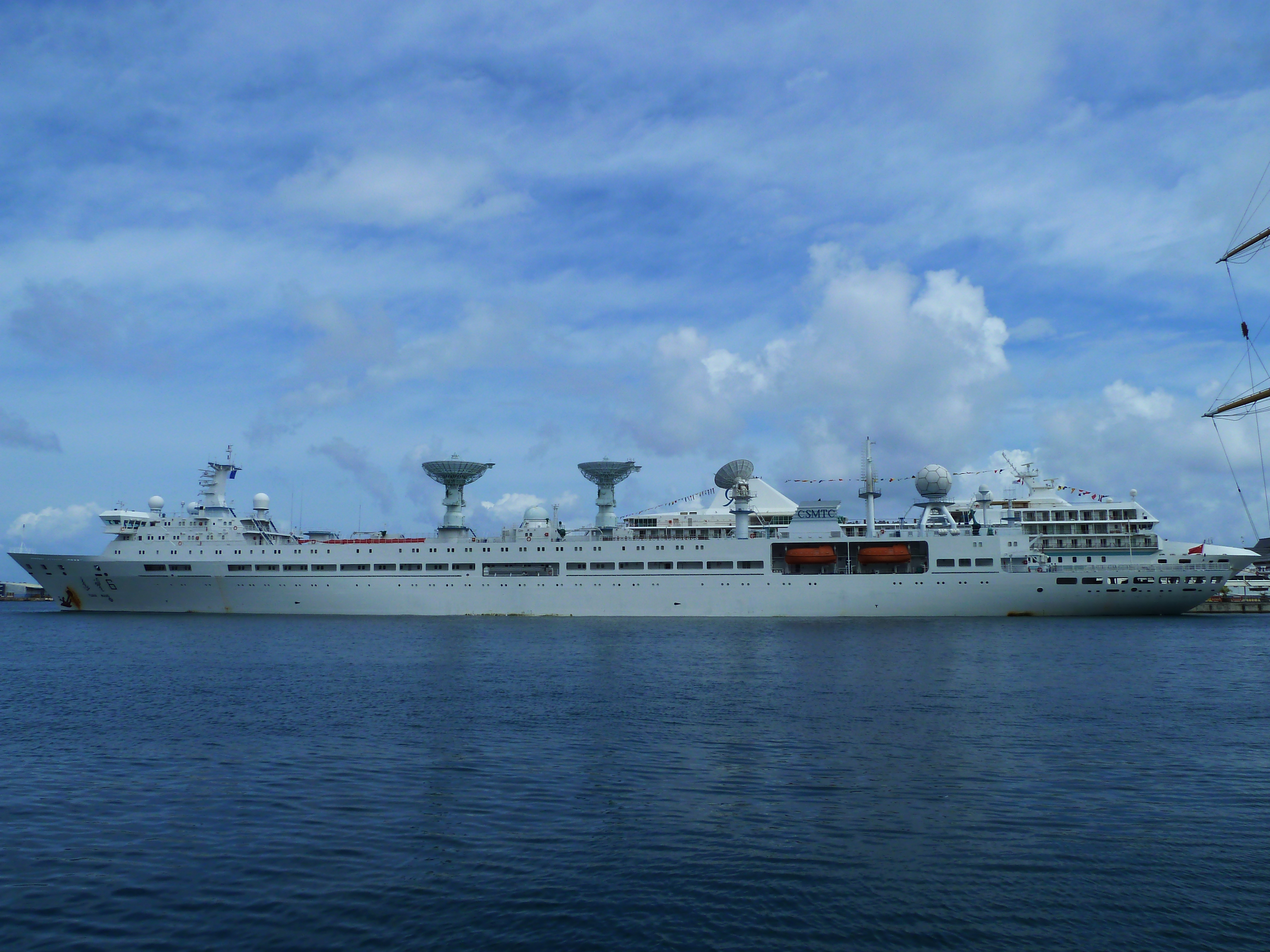
Le Yuan Wang 6 à Papeete, le 28 décembre 2011.

| Hangar à hélicoptère            | Non                        | Non                        | Non                     | Oui (1)                 | Oui (1)    | Oui (1)    |